# Colorazione dei dinosauri

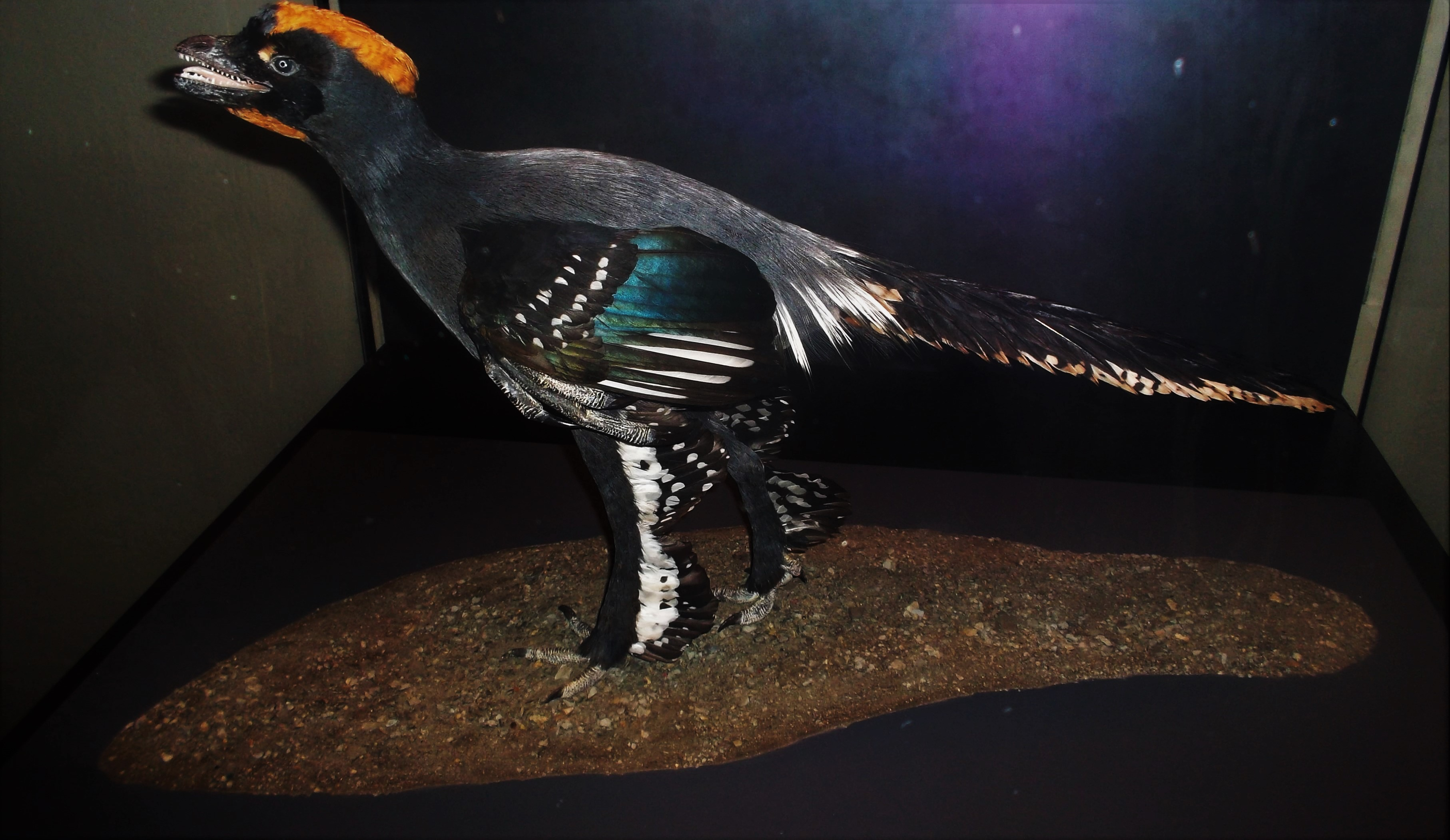
Ricostruzione museale di Anchiornis, lo schema dei colori e la disposizione delle piume derivano direttamente dall'analisi di pigmenti rinvenuti sui fossili

La colorazione dei dinosauri rappresenta generalmente una delle maggiori incognite nel campo della paleontologia, poiché la pigmentazione della pelle viene quasi sempre persa durante il processo di fossilizzazione. Tuttavia, studi recenti su dinosauri piumati e su impronte di pelle eccezionalmente conservate hanno dimostrato che il colore di alcune specie può essere dedotto tramite l'analisi dei melanosomi, i pigmenti che determinano il colore all'interno delle piume degli uccelli odierni.

## Dinosauri piumati

### Anchiornis
Nel 2010, i paleontologi studiarono uno scheletro ottimamente conservato di Anchiornis, un averaptora proveniente dalla Formazione Yixian, in Cina, e vi trovarono tracce di melanosomi (organuli che determinano i pigmenti dei colori) all'interno delle piume fossili ben conservate. La forma dei diversi melanosomi ha determinato diversi colori; analizzando la forma dei melanosomi e confrontandola con quelli degli uccelli moderni, gli scienziati hanno dedotto che l'Anchiornis aveva piume nere, bianche e grigie su tutto il corpo, con una cresta di piume rosse sul capo.
Nel 2015, è stato segnalato un altro esemplare di Anchiornis che possedeva melanosomi associati a una colorazione grigia e nera, ma senza alcuna colorazione rossa o marrone. Ciò potrebbe essere dovuto a metodi di analisi diversi o a un'età o specie differente del secondo esemplare esaminato.

### Confuciusornis,CaudipteryxeSinornithosaurus
Nel 2010, il Dr. Mike Benton dell'Università di Bristol, ha analizzato dei resti perfettamente conservati di Confuciusornis, Caudipteryx e Sinornithosaurus, provenienti dalla Formazione Yixian, trovando in ciascuno tracce di melanosomi.

### Archaeopteryx

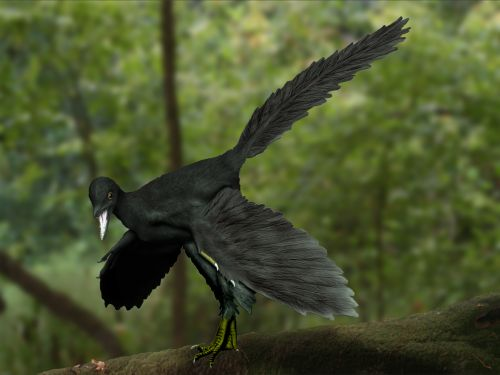
Ricostruzione artistica di Archaeopteryx con le piume nere

Nel 2011, lo studente laureato Ryan Carney et al. condusse uno studio sul colore delle piume di un esemplare di Archaeopteryx, trovando melanosomi che suggerivano una colorazione prevalentemente nera nelle piume del campione. La piuma in questione sembrerebbe essere una penna copritrice, che copriva le penne primarie dell'ala. Carney ha sottolineato che ciò è coerente con le piume degli uccelli moderni, in cui i melanosomi neri hanno proprietà strutturali che rafforzano le piume per il volo.
Nel 2013, un nuovo studio pubblicato sul Journal of Analytical Atomic Spectrometry ha rivelato che le piume dell'Archaeopteryx potrebbero aver avuto una colorazione più complessa, in forma di piumaggio più chiaro e più scuro, con le punte delle piume primariamente nere, mentre il resto della piuma aveva un colore più chiaro. Se questa colorazione fosse o meno parte integrante della visualizzazione e/o del volo dell'animale è tuttora sconosciuto.
Uno studio di follow-up condotto da Carney e colleghi nel 2020 ha suggerito che la piuma era di colore nero opaco, non iridescente, con una probabilità del 90%, a causa della forma meno allungata dei melanosomi. Tuttavia, hanno notato che alcuni dei melanosomi conservati tridimensionalmente nel campione erano distorti, dando l'impressione di melanosomi iridescenti. A differenza di Manning e colleghi, hanno ricostruito la piuma come completamente scura sulla punta.

### Microraptor
Secondo uno studio del 2012 condotto da Quanguo Li et al., la colorazione delle piume di Microraptor era nera iridescente. Il nuovo campione BMNHC PH881 è stato utilizzato per determinare la colorazione del Microraptor per la prima volta nella storia. In questo esemplare i melanosomi erano stretti e disposti in strati sovrapposti, una disposizione che ricorda il moderno merlo e la gracula codalunga.
Il fatto che le piume del Microraptor fossero iridescenti è in disaccordo con la teoria che quest'ultimo fosse un animale notturno. Ciò è dovuto al fatto che i moderni uccelli predatori notturni non possiedono piume iridescenti. La convinzione che il Microraptor fosse notturno deriva dalle grandi dimensioni dell'anello sclerale dell'animale.

### Inkayacu
I melanosomi trovati all'interno delle piume del pinguino Inkayacu, dell'Eocene, sono lunghi e stretti, simili a quelli della maggior parte degli altri uccelli. La loro forma suggerisce che l'Inkayacu avesse un piumaggio grigio e bruno-rossastro, rispettivamente nella parte superiore e inferiore del corpo. La maggior parte dei pinguini moderni ha melanosomi che sono circa della stessa lunghezza di quelli di Inkayacu, ma molto più ampi e più numerosi. La forma di questi melanosomi dà loro un colore marrone scuro o nero, ed è il motivo per cui i pinguini moderni sono per lo più bianchi e neri.

### Beipiaosaurus
Beipiaosaurus aveva una densa copertura di fibre simili a lanugine, insieme a uno strato secondario di piume più lunghe e semplici. In uno studio sul colore e sulla forma dei melanosomi fossilizzati in numerosi esemplari recenti e fossili, Li et al. (2014) hanno scoperto che le piume conservate nell'area del collo dell'esemplare di Beipiaosaurus implicavano una colorazione brunastra e brunastra scura.

### Huadanosaurus

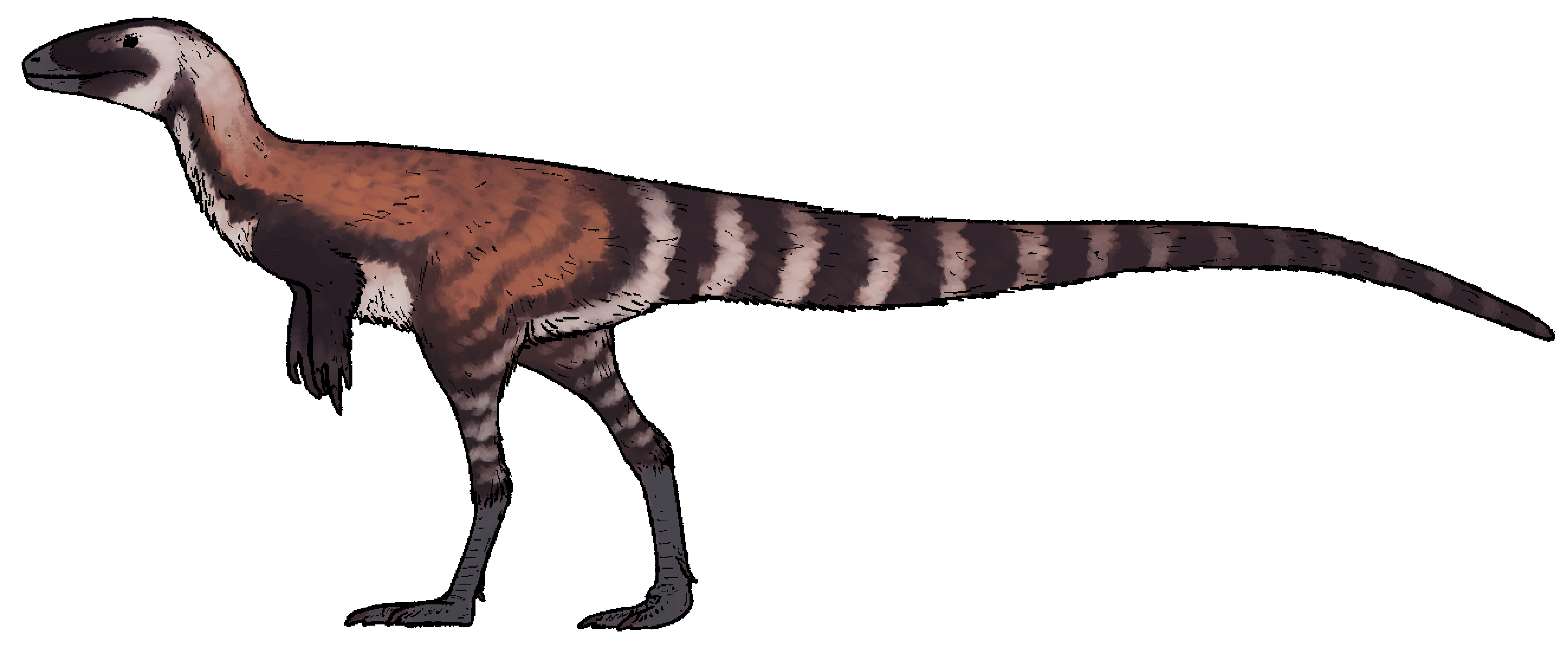
Ricostruzione artistica speculativa basato sui melanosomi conservati nell'olotipo e sui pattern di colore osservati negli esemplari di Sinosauropteryx

Zhang et al. (2010) hanno scoperto melanosomi nell'olotipo di Huadanosaurus (IVPP V14202, che era stato provvisoriamente denominato Sinosauropteryx in questo studio) e in alcuni altri dinosauri piumati. È stato suggerito che Huadanosaurus avesse piume rossicce o marrone chiaro, probabilmente utilizzate per esibizione.

### Sinosauropteryx
Uno studio del 2017 condotto da Smithwick et al. ha esaminato tre esemplari di Sinosauropteryx e ha riferito che il piumaggio colorato del corpo di Sinosauropteryx si estendeva fino al muso, creando una "maschera" simile a quella di un procione attorno agli occhi. Hanno ipotizzato che la colorazione controluce (dorso più scuro e ventre più chiaro) di Sinosauropteryx, con il motivo a bande della coda, probabilmente agisse come mimetismo in un ambiente aperto.

### Yi qi
Nel 2015, gli scienziati hanno potuto identificare la presenza di melanosomi nelle piume di Yi qi. Tutte le nove sedi di piume studiate presenti sul corpo dell'animale hanno restituito il colore nero. Le piume presenti sulla testa invece avevano una tonalità giallo-marroncina. Sulle membrane, invece, non sono stati ottenuti risultati sulla pigmentazione, ma solo un risultato positivo sulla presenza di phaeomelanosomi. Gli eumelanosomi delle piume del polpaccio erano eccezionalmente grandi.

### Heyuannia
Uno studio del 2015 è riuscito a stabilire il colore del guscio esterno di quelle che sembrerebbero essere proprio delle uova di Heyuannia: le uova in questione sarebbero state di un vago colore blu, come le uova degli odierni emù e casuari. Probabilmente tale colorazione era usata per mimetizzare le uova nei nidi e depistare i predatori.

### Maniraptora nell'ambra
L'eccezionale ritrovamento di una coda piumata di maniraptora conservata nell'ambra preserva i pigmenti del tessuto delle piume, che mostrerebbero una colorazione castano-marrone lungo la parte dorsale, mentre nella zona ventrale il colore era più chiaro.

### Serikornis
Nel 2017, Lefevré et al. hanno esaminato, tramite luminografia, le piume distali delle ali (sia dell'arto anteriore che posteriore) e della coda di Serikornis, così ben preservate da mostrare un'alternanza di bande chiare e scure, che dovevano rappresentare la colorazione originale del piumaggio dell'animale, come nel piumaggio di molti uccelli terricoli odierni.

## Altri dinosauri

### Saurolophus
Esaminando e confrontando la disposizione delle squame delle due valide specie di Saurolophus, S. osborni e S. angustirostis, è stato possibile identificare due modelli che potrebbero corrispondere alla loro colorazione originaria. In S. angustirostis, le scaglie sulla parte laterale della coda mostrano dei motivi che corrisponderebbero a delle striature, mentre in S. osborni la disposizione delle scaglie suggerisce un motivo maculato o pezzato.

### Edmontosaurus
L'esemplare di Edmontosaurus annectens, soprannominato "Dakota", presenta un tegumento eccezionalmente ben conservato che ha mantenuto la sua consistenza durante la fossilizzazione, e i ricercatori hanno potuto mapparlo in tre dimensioni. Le scaglie sono tutte di dimensioni diverse e i ricercatori hanno ipotizzato che il loro modello possa riflettere la colorazione dell'animale in vita. Infatti, nella zona delle zampe anteriori, nei pressi del gomito, sono presenti dei motivi che parrebbero striature.

### Psittacosaurus

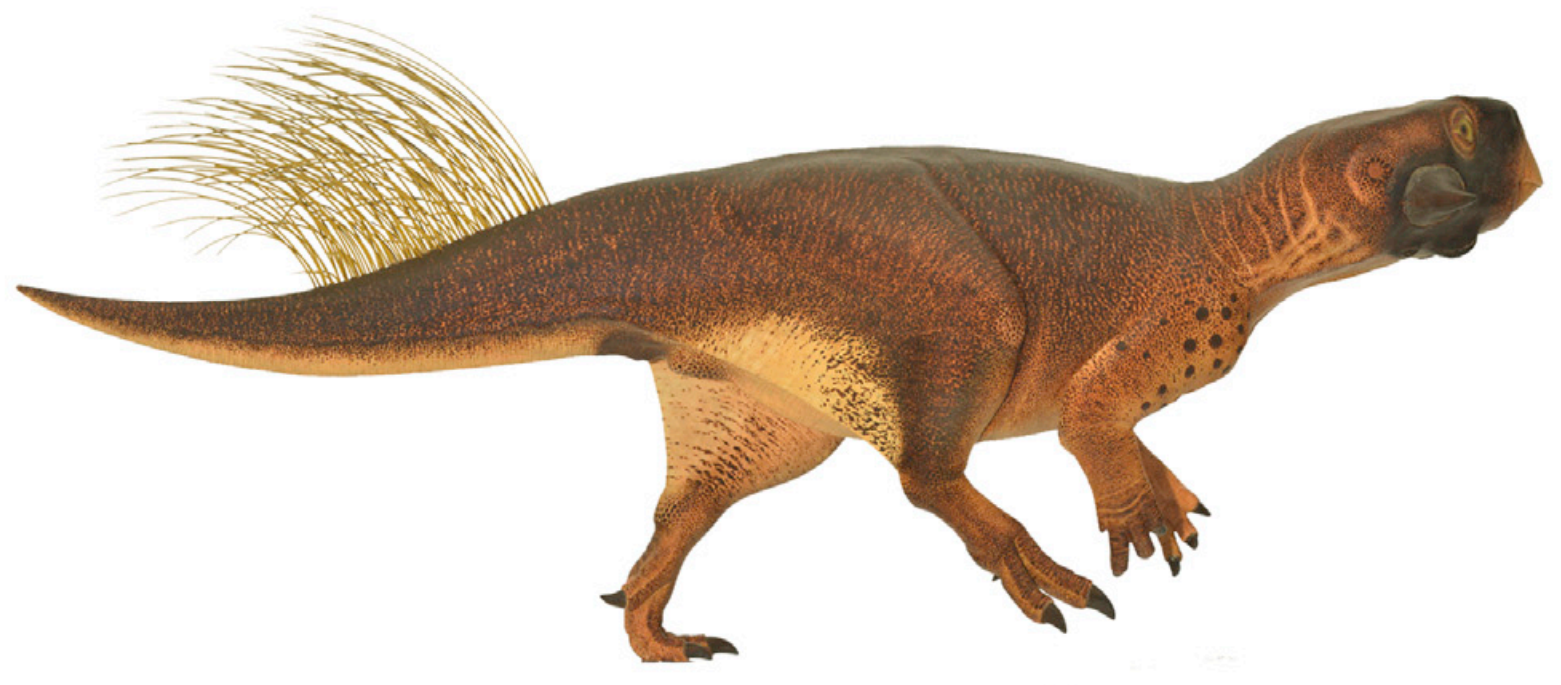
Psittacosaurus sp.

In uno studio del 2016, l'esame dei melanosomi conservati nel campione di Psittacosaurus sp. ha dimostrato che l'animale aveva una colorazione controluce, ossia più scura sul dorso e più chiara sul ventre, probabilmente per mimetizzarsi nelle fitte foreste con poca luce dove viveva, in modo simile a molte specie moderne di cervi e antilopi. La presenza di strisce e macchie sugli arti potrebbe rappresentare una colorazione dirompente. Il campione presentava anche densi ammassi di pigmento sulle spalle, sul muso (forse per display) e sulla cloaca (che potrebbe aver avuto una funzione antimicrobica), nonché un grande uropatagio che collegava le zampe posteriori alla base della coda. I suoi grandi occhi indicano inoltre che avesse una buona visione, utile per trovare cibo ed evitare i predatori.

### Borealopelta
L'incredibile ritrovamento del 2017 del campione della "mummia di Suncor" del genere di nodosauride Borealopelta preserva magnificamente la pelle e la posizione originale degli osteodermi dell'animale. L'esemplare, scoperto in una miniera della Suncor Energy in Alberta, Canada, è uno dei dinosauri meglio conservati finora ritrovati, e un esame della pigmentazione presente sulla pelle fossile mostra ancora tracce della colorazione originale. L'analisi chimica sulla pelle preservata rivela che l'animale era di colore bruno-rossastro, in contrasto con le spine di colore più chiaro e ricoperte di cheratina. Il colorito della pelle sembra presentare un motivo controluce, forse utilizzato per la mimetizzazione.